# Verein für Bewegungsspiele Oldenburg 1997-1998
Questa voce raccoglie le informazioni riguardanti il Verein für Bewegungsspiele Oldenburg nelle competizioni ufficiali della stagione 1997-1998.

## Stagione
Nella stagione 1997-1998 l'Oldenburg, allenato da Miroslav Votava, concluse il campionato di Regionalliga nord al 5º posto. In Coppa di Germania l'Oldenburg fu eliminato al primo turno dal Kickers Stoccarda.

## Rosa
| N. |                     | Ruolo | Calciatore       |
| -- | ------------------- | ----- | ---------------- |
| 5  | Nigeria (bandiera)  | D     | Andrew Uwe       |
|    | Germania (bandiera) | P     | Ralf Eilenberger |
|    | Polonia (bandiera)  | D     | Wiesław Cisek    |
|    | Germania (bandiera) | D     | Marco Grote      |
|    | Polonia (bandiera)  | D     | Maciej Janiak    |
|    | Germania (bandiera) | D     | Jörg-Uwe Klütz   |
|    | Germania (bandiera) | D     | Oktay Yildirim   |
|    | Germania (bandiera) | C     | Andreas Boll     |
|    | Germania (bandiera) | C     | Carsten Cordes   |
|    | Germania (bandiera) | C     | Timo Ehle        |
|    | Germania (bandiera) | C     | Thomas Goch      |

| N. |                      | Ruolo | Calciatore          |
| -- | -------------------- | ----- | ------------------- |
|    | Germania (bandiera)  | C     | Michael Hennig      |
|    | Germania (bandiera)  | C     | Carsten Herrmann    |
|    | Rep. Ceca (bandiera) | C     | Pavel Vandas        |
|    | Germania (bandiera)  | C     | Hendrik Völzke      |
|    | Germania (bandiera)  | C     | Miroslav Votava     |
|    | Germania (bandiera)  | C     | Alexander Woloschin |
|    | Germania (bandiera)  | A     | Horst Elberfeld     |
|    | Nigeria (bandiera)   | A     | Collins Etebu       |
|    | Germania (bandiera)  | A     | Stefan Meyer        |
|    | Germania (bandiera)  | A     | Frank Ordenewitz    |

## Organigramma societario
Area tecnica
- Allenatore: Miroslav Votava
- Allenatore in seconda: Krzysztof Zając
- Preparatore dei portieri:
- Preparatori atletici:
- Analisi video:

## Calciomercato

### Sessione estiva
| Acquisti | Acquisti         | Acquisti         | Acquisti |
| R.       | Nome             | da               | Modalità |
| -------- | ---------------- | ---------------- | -------- |
| D        | Marco Grote      | Bremerhaven FC   |          |
| C        | Michael Hennig   | Energie Cottbus  |          |
| C        | Carsten Herrmann | SV Wilhelmshaven |          |
| A        | Frank Ordenewitz | Rotenburger SV   |          |
| C        | Pavel Vandas     | Paderborn        |          |

| Cessioni | Cessioni            | Cessioni      | Cessioni |
| R.       | Nome                | a             | Modalità |
| -------- | ------------------- | ------------- | -------- |
| C        | Sven Bremer         | Gütersloh     |          |
| P        | Hans-Jörg Butt      | Amburgo       |          |
| A        | Jacek Janiak        | Osnabrück     |          |
| D        | Goran Milosavljević | SW Bregenz    |          |
| D        | Lasse Sall          | Aarhus Fremad |          |
| D        | Arne Tammen         | Unterhaching  |          |
| A        | Jan Urban           | Górnik Zabrze |          |
| C        | Sandi Valentinčič   | Primorje      |          |

### Sessione invernale
| Acquisti | Acquisti       | Acquisti         | Acquisti |
| R.       | Nome           | da               | Modalità |
| -------- | -------------- | ---------------- | -------- |
| C        | Hendrik Völzke | Werder Brema II  |          |
| D        | Oktay Yildirim | Werder Brema U19 |          |

| Cessioni | Cessioni | Cessioni | Cessioni |
| R.       | Nome     | a        | Modalità |
| -------- | -------- | -------- | -------- |

## Risultati

### Regionalliga

#### Girone di andata
| 3 agosto 1997, ore 15:00 CEST 1ª giornata | Oldenburg | 1 – 1 | Norderstedt |  |

| 6 agosto 1997, ore 19:00 CEST 2ª giornata | Amburgo II | 1 – 1 | Oldenburg |  |

| 10 agosto 1997, ore 15:00 CEST 3ª giornata | Oldenburg | 0 – 3 | Osnabrück |  |

| 21 agosto 1997, ore 18:45 CEST 4ª giornata | Wilhelmshaven | 2 – 0 | Oldenburg |  |

| 24 agosto 1997, ore 15:00 CEST 5ª giornata | Oldenburg | 2 – 1 | Arminia Hannover |  |

| 31 agosto 1997, ore 15:00 CEST 6ª giornata | Atlas Delmenhorst | 1 – 1 | Oldenburg |  |

| 7 settembre 1997, ore 15:00 CEST 7ª giornata | Oldenburg | 3 – 1 | TuS Celle |  |

| 13 settembre 1997, ore 14:30 CEST 8ª giornata | Göttingen | 1 – 3 | Oldenburg |  |

| 21 settembre 1997, ore 15:00 CEST 9ª giornata | Oldenburg | 1 – 2 | Kickers Emden |  |

| 28 settembre 1997, ore 15:00 CEST 10ª giornata | Lubecca | 0 – 0 | Oldenburg |  |

| 5 ottobre 1997, ore 15:00 CEST 11ª giornata | Oldenburg | 2 – 0 | 93 Amburgo |  |

| 12 ottobre 1997, ore 15:00 CEST 12ª giornata | Eintracht Nordhorn | 2 – 3 | Oldenburg |  |

| 18 ottobre 1997, ore 14:30 CEST 13ª giornata | Werder Brema II | 1 – 2 | Oldenburg |  |

| 26 ottobre 1997, ore 15:00 CEST 14ª giornata | Oldenburg | 1 – 1 | Hannover 96 |  |

| 1º novembre 1997, ore 14:00 CET 15ª giornata | Eintracht Braunschweig | 2 – 0 | Oldenburg |  |

| 9 novembre 1997, ore 15:00 CET 16ª giornata | Oldenburg | 5 – 2 | Herzlake |  |

| 16 novembre 1997, ore 14:00 CET 17ª giornata | S.F. Ricklingen | 2 – 3 | Oldenburg |  |

#### Girone di ritorno
| 24 novembre 1997, ore 14:00 CET 18ª giornata | Norderstedt | 0 – 2 | Oldenburg |  |

| 30 novembre 1997, ore 14:00 CET 19ª giornata | Oldenburg | 0 – 0 | Amburgo II |  |

| 6 dicembre 1997, ore 14:00 CET 20ª giornata | Osnabrück | 1 – 2 | Oldenburg |  |

| 13 dicembre 1997, ore 14:00 CET 21ª giornata | Oldenburg | 2 – 1 | Wilhelmshaven |  |

| 7 febbraio 1998, ore 14:00 CET 22ª giornata | Arminia Hannover | 1 – 2 | Oldenburg |  |

| 15 febbraio 1998, ore 15:00 CET 23ª giornata | Oldenburg | 2 – 2 | Atlas Delmenhorst |  |

| 22 febbraio 1998, ore 15:00 CET 24ª giornata | TuS Celle | 1 – 2 | Oldenburg |  |

| 1º marzo 1998, ore 15:00 CET 25ª giornata | Oldenburg | 7 – 3 | Göttingen |  |

| 6 marzo 1998, ore 20:00 CET 26ª giornata | Kickers Emden | 1 – 3 | Oldenburg |  |

| 15 marzo 1998, ore 15:00 CET 27ª giornata | Oldenburg | 3 – 1 | Lubecca |  |

| 21 marzo 1998, ore 14:00 CET 28ª giornata | 93 Amburgo | 1 – 4 | Oldenburg |  |

| 29 marzo 1998, ore 15:00 CET 29ª giornata | Oldenburg | 0 – 0 | Eintracht Nordhorn |  |

| 5 aprile 1998, ore 15:00 CEST 30ª giornata | Oldenburg | 3 – 4 | Werder Brema II |  |

| 19 aprile 1998, ore 18:00 CEST 31ª giornata | Hannover 96 | 6 – 2 | Oldenburg |  |

| 1º maggio 1998, ore 15:00 CEST 32ª giornata | Oldenburg | 1 – 1 | Eintracht Braunschweig |  |

| 8 maggio 1998, ore 19:00 CEST 33ª giornata | Herzlake | 2 – 1 | Oldenburg |  |

| 16 maggio 1998, ore 14:00 CEST 34ª giornata | Oldenburg | 5 – 0 | S.F. Ricklingen |  |

### Coppa di Germania
| Arbitro: | Gagelmann |

|                              |           |                                 |
| Hennig 26’ (rig.) Janiak 71’ | Marcatori | 2’, 12’, 52’ Beierle 89’ Sailer |

## Statistiche

### Statistiche di squadra
| Competizione      | Punti | In casa | In casa | In casa | In casa | In casa | In casa | In trasferta | In trasferta | In trasferta | In trasferta | In trasferta | In trasferta | Totale | Totale | Totale | Totale | Totale | Totale | DR  |
| Competizione      | Punti | G       | V       | N       | P       | Gf      | Gs      | G            | V            | N            | P            | Gf           | Gs           | G      | V      | N      | P      | Gf     | Gs     | DR  |
| ----------------- | ----- | ------- | ------- | ------- | ------- | ------- | ------- | ------------ | ------------ | ------------ | ------------ | ------------ | ------------ | ------ | ------ | ------ | ------ | ------ | ------ | --- |
| Regionalliga nord | 63    | 17      | 8       | 6       | 3       | 38      | 23      | 17           | 10           | 3            | 4            | 31           | 25           | 34     | 18     | 9      | 7      | 69     | 48     | +21 |
| Coppa di Germania | -     | 1       | 0       | 0       | 1       | 2       | 4       | 0            | 0            | 0            | 0            | 0            | 0            | 1      | 0      | 0      | 1      | 2      | 4      | -2  |
| Totale            | 63    | 18      | 8       | 6       | 4       | 40      | 27      | 17           | 10           | 3            | 4            | 31           | 25           | 35     | 18     | 9      | 8      | 71     | 52     | +19 |

### Andamento in campionato
| Giornata  | 1 | 2 | 3  | 4  | 5  | 6  | 7 | 8 | 9 | 10 | 11 | 12 | 13 | 14 | 15 | 16 | 17 | 18 | 19 | 20 | 21 | 22 | 23 | 24 | 25 | 26 | 27 | 28 | 29 | 30 | 31 | 32 | 33 | 34 |
| --------- | - | - | -- | -- | -- | -- | - | - | - | -- | -- | -- | -- | -- | -- | -- | -- | -- | -- | -- | -- | -- | -- | -- | -- | -- | -- | -- | -- | -- | -- | -- | -- | -- |
| Luogo     | C | T | C  | T  | C  | T  | C | T | C | T  | C  | T  | T  | C  | T  | C  | T  | T  | C  | T  | C  | T  | C  | T  | C  | T  | C  | T  | C  | C  | T  | C  | T  | C  |
| Risultato | N | N | P  | P  | V  | N  | V | V | P | N  | V  | V  | V  | N  | P  | V  | V  | V  | N  | V  | V  | V  | N  | V  | V  | V  | V  | V  | N  | P  | P  | N  | P  | V  |
| Posizione | 8 | 9 | 14 | 15 | 12 | 11 | 9 | 8 | 9 | 10 | 8  | 6  | 6  | 6  | 6  | 6  | 6  | 4  | 5  | 5  | 5  | 5  | 4  | 4  | 3  | 3  | 3  | 3  | 3  | 4  | 5  | 4  | 5  | 5  |

Legenda:

Luogo: C = Casa; T = Trasferta. Risultato: V = Vittoria; N = Pareggio; P = Sconfitta.

### Statistiche dei giocatori
| A. Boll        | 1 | 0 | 0 | 0 |
| W. Cisek       | 1 | 0 | 0 | 0 |
| C. Cordes      | 1 | 0 | 0 | 0 |
| T. Ehle        | 1 | 0 | 1 | 0 |
| R. Eilenberger | 1 | 0 | 0 | 0 |
| H. Elberfeld   | 1 | 0 | 0 | 0 |
| C. Etebu       | 1 | 0 | 0 | 0 |
| T. Goch        | 0 | 0 | 0 | 0 |
| M. Grote       | 0 | 0 | 0 | 0 |
| M. Hennig      | 1 | 1 | 1 | 0 |
| C. Herrmann    | 1 | 0 | 0 | 0 |
| M. Janiak      | 1 | 1 | 0 | 0 |
| J. Klütz       | 1 | 0 | 0 | 0 |
| S. Meyer       | 1 | 0 | 0 | 0 |
| F. Ordenewitz  | 1 | 0 | 0 | 0 |
| A. Uwe         | 1 | 0 | 0 | 0 |
| P. Vandas      | 0 | 0 | 0 | 0 |
| M. Votava      | 0 | 0 | 0 | 0 |
| H. Völzke      | 0 | 0 | 0 | 0 |
| A. Woloschin   | 0 | 0 | 0 | 0 |
| O. Yildirim    | 0 | 0 | 0 | 0 |